# اندیس کوه سحک
کوه سحک یک اندیس فلزی است که در حوالی شهر نوک آباد استان سیستان و بلوچستان قرار دارد و مادهٔ معدنی موجود در آن، سرب است.سنگ میزبان این اندیس رسوبات فلیش است  